# Lee Se-dol
Lee Se-dol (이세돌?, 李世乭?, I Se-dolLR, I Se-tolMR; i sʰe̞ to̞; Jeollanam-do, 2 marzo 1983) è un ex giocatore professionista di Go sudcoreano di grado 9 dan.
Tra marzo 2006 e settembre 2011 è stato il goista con punteggio Elo più alto al mondo. A febbraio 2016, era al secondo posto per titoli internazionali (18), dietro solo a Lee Chang-ho (21). Il suo soprannome è "La pietra forte" ("Ssen-dol"). Nel marzo 2016 ha giocato una notevole serie di partite contro il programma AlphaGo che si è conclusa con la sconfitta di Lee per 1-4.
Il 19 novembre 2019 Lee ha annunciato il suo ritiro dal gioco professionistico, affermando che non potrà mai essere il miglior giocatore di Go a causa del crescente dominio delle IA. Lee le ha definite "un'entità che non può essere sconfitta".

## Biografia
Diventato professionista nel 1995, è stato il quinto più giovane giocatore a diventare professionista di Go in Corea del Sud, a 12 anni e 4 mesi, dopo Cho Hun-hyun (9 anni e 7 mesi), Lee Chang-ho (11 anni e un mese), Cho Hye-yeon (11 anni e 10 mesi) e Choi Cheol-han (12 anni e 2 mesi).
Ha rapidamente scalato la classifica arrivando ad aggiudicarsi il suo primo torneo per professionisti nel 2000. Da allora si è aggiudicato trenta tornei nazionali ed è stato secondo nella classifica dei vincitori del maggior numero di titoli internazionali (18, tra cui due LG cup), preceduto solo da Lee Chang-ho (21).
Selezionato per competere contro il programma AlphaGo, è stato sconfitto con il risultato di 1-4 in un incontro disputato nel marzo del 2016.

### Carriera
Nel 2000 ha vinto il Chunwon sconfiggendo per 3-0 Yoo Jae-hung.
Nel 2001 ha perso la ventesima edizione della KBS Cup contro Lee Chang-ho. Nello stesso anno ha perso anche la LG Cup, sempre contro il connazionale Lee Chang-ho.
Nel 2002 ha vinto la GS Caltex Cup sconfiggendo Choi Myung-hun per 3-1 e ha perso la ventunesima edizione della KBS Cup contro Lee Chang-ho. Ha anche vinto la prestigiosa Fujitsu Cup, sconfiggendo in finale il connazionale Yoo Chang-hyuk.
Nel 2003 ha vinto per la seconda volta consecutiva la prestigiosa Fujitsu Cup, sconfiggendo in finale il connazionale Song Tae-kon. Ha anche vinto la sua prima LG Cup, prendendosi la rivincita sul connazionale Lee Chang-ho.
Nel 2004 ha vinto la nona edizione della Samsung Fire Cup, sconfiggendo in finale per 2-0 il cinese Wang Xi.
Nel 2005 ha vinto la Maxim Cup contro Yang Jae-ho. Ha vinto per la terza volta la Fujitsu Cup, sconfiggendo in finale il connazionale Choi Cheol-han. Ha vinto la seconda edizione del World Oza sconfiggendo per 2-1 in finale il cinese Chang Hao.
Nel 2006 ha perso per 0-3 contro Cho Han-seung la finale del Chunwon. Ha vinto la GS Caltex Cup sconfiggendo Choi Cheol-han per 3-0, la Maxim Cup sconfiggendo per 2-1 Choi Cheol-han, la venticinquesima edizione della KBS Cup contro lo stesso Choi e la seconda edizione della Prices Information Cup.
Nel 2007 ha vinto la sua terza GS Caltex Cup sconfiggendo Park Yeong-hun, la terza Maxim Cup consecutiva sconfiggendo Park Jung-sang, nonché la trentacinquesima edizione del Myungin e la terza edizione della Prices Information Cup. Ha anche vinto la terza edizione del World Oza, seconda edizione consecutiva e primato, sconfiggendo in finale per 2-1 il giapponese Cho U.
Nel 2008 ha perso per 2-3 contro Kang Dong-yun la finale del Chunwon, la KBS Cup contro Lee Chang-ho e la terza edizione della Prices Information Cup; ha vinto la trentaseiesima edizione del Myungin, la cinquantunesima edizione del Guksu, la dodicesima edizione della LG Cup (seconda vittoria personale) contro il connazionale Han Sang-hoon, e la dodicesima edizione della Samsung Fire Cup contro il connazionale Park Yeong-hun.
Nel 2009 ha vinto la cinquantaduesima edizione del Guksu. Ha perso la finale della LG Cup contro il cinese Gu Li, ma ha vinto la finale della Samsung Fire Cup contro il cinese Kong Jie.
Nel 2010 ha vinto la prima edizione della Coppa Olleh KT e la sesta edizione della Price Information Cup contro Lee Chang-ho. Ha perso la finale della Fujitsu Cup contro il cinese Kong Jie.
Nel 2011 ha vinto la seconda edizione della Coppa Olleh KT sconfiggendo Lee Chang-ho e la sesta edizione del Siptan, sconfiggendo 2–1 Kang Yoo-taek.
Nel 2012 ha vinto la sua quarta GS Caltex Cup sconfiggendo Park Yeong-hun per 3-2, la sua terza Coppa Olleh KT consecutiva e la quarantesima edizione del Myungin. Ha anche vinto per la quarta volta (primato a pari merito) la Samsung Fire Cup, sconfiggendo per 2-1 il rivale cinese Gu Li.
Nel 2013 ha perso la finale della diciottesima GS Caltex Cup contro Kim Ji-seok per 0-3, la finale della quattordicesima Maxim Cup contro Park Jung-hwan, la finale della quarantesima edizione del Myungin contro Choi Cheol-han e la finale della cinquantasettesima edizione del Guksu. Ha vinto invece la finale della trentaduesima edizione della KBS Cup contro Park. Ha perso per 0-2 la finale della Samsung Fire Cup contro il cinese Tang Weixing.
Nel 2014 si è preso la rivincita su Park, sconfiggendolo nella finale della Maxim Cup.
Nel 2015 ha vinto la quarantatreesima edizione del Myungin contro Park, perdendo la trentaquattresima edizione della KBS Cup contro lo stesso Park.
Nel 2016 ha vinto la sua quinta Maxim Cup (primato) sconfiggendo per 2-0 Won Sung-jin e la sua terza KBS Cup.
Nel 2018 ha perso la finale della ventitreesima GS Caltex Cup contro Kim Ji-seok per 2-3.

### La partita della Scala infranta
Questa partita fu giocata tra Lee Se-dol e Hong Chang-sik il 23 aprile 2003, nel corso della Coppa KT: la partita è passata alla storia per l'uso da parte di Lee di una scala infranta.
Di solito portare avanti una scala infranta è un errore, associato con il gioco di un principiante, perché le pietre che inseguono restano molto deboli al termine della scala; tra giocatori esperti dovrebbe essere un errore decisivo, che comporta perdere la partita. Lee, con le pietre nere, ha ribaltato la posizione consueta, usando la scala infranta per catturare un grande gruppo di pietre bianche di Hong nella parte in basso a destra del goban: questa cattura ha riportato in vita le pietre nere di Lee nell'angolo, che precedentemente erano state considerate catturate. La partita è terminata con la vittoria di Nero per abbandono.
| \| \| \| \| \| \| \| \| \| \| \| \| \| \| \| \| \| \| \| \| \| \| \| \| \| \| \| \| \| \| \| \| \| \| \| \| \| \| \| \| \| \| \| \| \| \| \| \| \| \| \| \| \| \| \| \| \| \| \| \| \| \| \| \| \| \| \| \| \| \| \| \| \| \| \| \| \| \| \| \| \| \| \| \| \| \| \| \| \| \| \| \| \| \| \| \| \| \| \| \| \| \| \| \| \| \| \| \| \| \| \| \| \| \| \| \| \| \| \| \| \| \| \| \| \| \| \| \| \| \| \| \| \| \| \| \| \| \| \| \| \| \| \| \| \| \| \| \| \| \| \| \| \| \| \| \| \| \| \| \| \| \| \| \| \| \| \| \| \| \| \| \| \| \| \| \| \| \| \| \| \| \| \| \| \| \| \| \| \| \| \| \| \| \| \| \| \| \| \| \| \| \| \| \| \| \| \| \| \| \| \| \| \| \| \| \| \| \| \| \| \| \| \| \| \| \| \| \| \| \| \| \| \| \| \| \| \| \| \| \| \| \| \| \| \| \| \| \| \| \| \| \| \| \| \| \| \| \| \| \| \| \| \| \| \| \| \| \| \| \| \| \| \| \| \| \| \| \| \| \| \| \| \| \| \| \| \| \| \| \| \| \| \| \| \| \| \| \| \| \| \| \| \| \| \| \| \| \| \| \| \| \| \| \| \| \| \| \| \| \| \| \| \| \| \| \| \| \| \| \| \| \| \| \| \| \| \| \| \| \| \| \| \| \| \| \| \| \| \| \| \| \| \| \| \| \| \| \| \| \| \| \| \| \| \| \| \| \| \| \| \| \| \| \| \| \| \| \| \| \| |  |  |  |  |  |  |  |  |  |  |  |  |  |  |  |  |  |  |
| Mosse da 67 a 97 (Nero: Lee Se-dol; Bianco: Hong Chang-sik). Nero vince per abbandono alla mossa 211. |  |  |  |  |  |  |  |  |  |  |  |  |  |  |  |  |  |  |
| |  |  |  |  |  |  |  |  |  |  |  |  |  |  |  |  |  |  |
| |  |  |  |  |  |  |  |  |  |  |  |  |  |  |  |  |  |  |
| |  |  |  |  |  |  |  |  |  |  |  |  |  |  |  |  |  |  |
| |  |  |  |  |  |  |  |  |  |  |  |  |  |  |  |  |  |  |
| |  |  |  |  |  |  |  |  |  |  |  |  |  |  |  |  |  |  |
| |  |  |  |  |  |  |  |  |  |  |  |  |  |  |  |  |  |  |
| |  |  |  |  |  |  |  |  |  |  |  |  |  |  |  |  |  |  |
| |  |  |  |  |  |  |  |  |  |  |  |  |  |  |  |  |  |  |
| |  |  |  |  |  |  |  |  |  |  |  |  |  |  |  |  |  |  |
| |  |  |  |  |  |  |  |  |  |  |  |  |  |  |  |  |  |  |
| |  |  |  |  |  |  |  |  |  |  |  |  |  |  |  |  |  |  |
| |  |  |  |  |  |  |  |  |  |  |  |  |  |  |  |  |  |  |
| |  |  |  |  |  |  |  |  |  |  |  |  |  |  |  |  |  |  |
| |  |  |  |  |  |  |  |  |  |  |  |  |  |  |  |  |  |  |
| |  |  |  |  |  |  |  |  |  |  |  |  |  |  |  |  |  |  |
| |  |  |  |  |  |  |  |  |  |  |  |  |  |  |  |  |  |  |
| |  |  |  |  |  |  |  |  |  |  |  |  |  |  |  |  |  |  |
| |  |  |  |  |  |  |  |  |  |  |  |  |  |  |  |  |  |  |
| |  |  |  |  |  |  |  |  |  |  |  |  |  |  |  |  |  |  |

### Promozioni
| Livello | Anno                                              |
| ------- | ------------------------------------------------- |
| 1 dan   | 1995                                              |
| 2 dan   | 1998                                              |
| 3 dan   | 1999                                              |
| 6 dan   | 2003, marzo, per la vittoria nella Coppa LG       |
| 7 dan   | 2003, maggio, per il secondo posto nella Coppa KT |
| 9 dan   | 2003, luglio, per la vittoria nella Coppa Fujitsu |

## Titoli
| Nazionali                          | Nazionali                  | Nazionali                  |
| Tornei                             | Vittorie                   | Finalista                  |
| ---------------------------------- | -------------------------- | -------------------------- |
| Baedalwang                         | 1 (2000)                   |                            |
| Paedal Wang                        | 2 (2000, 2001)             |                            |
| Chunwon                            | 1 (2000)                   | 2 (2006, 2008)             |
| SK Gas Cup                         | 1 (2002)                   | 1 (2000)                   |
| Osram Cup                          | 1 (2001)                   |                            |
| LG Refined Oil Cup / GS Caltex Cup | 3 (2002, 2006, 2012)       | 3 (2007, 2013, 2018)       |
| Wangwi                             |                            | 2 (2002, 2004)             |
| BC Card Cup                        | 1 (2002)                   |                            |
| KTF Cup                            | 1 (2002)                   |                            |
| Coppa KT                           |                            | 1 (2003)                   |
| Maxim Cup                          | 5 (2005–2007, 2013, 2016)  | 1 (2013)                   |
| Prices Information Cup             | 3 (2006, 2007, 2010)       | 1 (2008)                   |
| KBS Cup                            | 3 (2006, 2014, 2016)       | 4 (2001, 2002, 2008, 2015) |
| Guksu                              | 2 (2007, 2009)             | 1 (2014)                   |
| Myungin                            | 4 (2007, 2008, 2012, 2016) | 1 (2013)                   |
| Coppa Olleh KT                     | 3 (2010–2012)              |                            |
| Siptan                             | 1 (2011)                   |                            |
| Totale                             | 32                         | 17                         |
| Continentali                       |                            |                            |
| China–Korea New Pro Wang           | 1 (2002)                   |                            |
| Tengen Cina-Corea                  |                            | 1 (2001)                   |
| Totale                             | 1                          | 1                          |
| Internazionali                     |                            |                            |
| Fujitsu Cup                        | 3 (2002, 2003, 2005)       | 1 (2010)                   |
| LG Cup                             | 2 (2003, 2008)             | 2 (2001, 2009)             |
| Samsung Cup                        | 4 (2004, 2008, 2009, 2012) | 1 (2013)                   |
| World Oza                          | 2 (2005, 2006)             |                            |
| Zhonghuan Cup                      |                            | 1 (2005)                   |
| Asian TV Cup                       | 4 (2007, 2008, 2014, 2015) | 2 (2009, 2017)             |
| BC Card Cup                        | 2 (2010, 2011)             |                            |
| Chunlan Cup                        | 1 (2011)                   | 1 (2013)                   |
| Mlily Cup (梦百合杯)               |                            | 1 (2016)                   |
| Totale                             | 18                         | 9                          |
| Totale in carriera                 |                            |                            |
| Totale                             | 51                         | 27                         |